# مهربانی

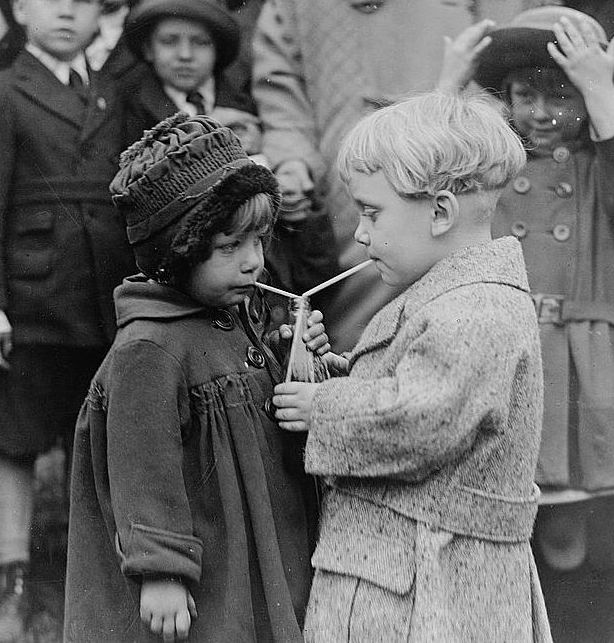
دو کودک درحال تقسیم یک نوشابه در کاخ سفید.

مهربانی به مجموعه اعمال و رفتاری گفته می‌شود که حاکی از ایثار، مدارا، قدرشناسی و تواضع و احترام به دیگران است. مهربانی در بسیاری از فرهنگها و ادیان، ارزش به‌شمار می‌آید.مهربان بودن دارای ریشه ژنتیکی است.
کسی که آراسته به صفت مهربانی است؛ این توانایی را دارد که علاقه و توجه خود را نسبت به آسایش، خوشبختی و احساسات دیگران نشان دهد.
مهربانی بر خوبی تمرکز می کند و نقطه مقابل افکار و رفتار منفی است، نمی توان روی کار خوبی متمرکز شد و در همان حال هم منفی گرا بود. مهربانی مسری است مطالعات نشان داده است که مهربانی می‌تواند سه باره منتقل شود. به‌ عبارت ‌دیگر، این امکان وجود دارد که مهربانی شما به دوستِ دوست ِدوستتان هم سرایت کندتاب آوری توانایی مهربانی است.در مطالعه‌ای که روی کودکان ۹ تا  ۱۱ ساله صورت گرفت از کودکان خواسته شد که هر روز سه عمل محبت‌آمیز انجام دهند. گروهی که ابراز محبت داشتند، در مقایسه با گروه شاهد، بهزیستی و همچنین تأیید بیشتری از سوی همسالان خود تجربه کردند.